# 20042 Mortillaro
20042 Mortillaro este o planetă minoră (asteroid), cu un diametru de 9,395 km, din centura de asteroizi. A fost descoperită pe 15 februarie 1993 la Yatsugatake South Base Observatory⁠(d) de Yoshio Kushida⁠(d). 
Obiectul prezintă o orbită caracterizată de o semiaxă mare de 2,5834922 UAi, o excentricitate de 0,12, o înclinație de 8,54692 ° în raport cu ecliptica.